# Christoph Westerthaler
Christoph Westerthaler (Silz, 11 de enero de 1965 – 20 de julio de 2018) fue un futbolista y entrenador de Fútbol austriaco que se desempeñaba como delantero. Fue internacional con la selección de fútbol de Austria.  

## Biografía
Apodado Gischi, Westerthaler era un pequeño y poderoso delantero, que comenzó su carrera profesional en el FC Wacker Innsbruck y estuvo allí nueve temporadas, dividido por un período de dos temporadas en LASK Linz. Con el equipo tirolés ganó dos ligas y dos copas nacionales. En 1994 se trasladó al SK Vorwärts Steyr y dos años después se reincorporó al LASK. En 1997 se mudó al extranjero y jugó en Alemania para los dos principales equipos de Frankfurt y el VfL Osnabrück.
Westerthaler debutó con la selección austríaca en un amistoso en octubre de 1989 contra Malta pero no fue convocado para el Mundial de 1990. Jugó seis partidos, sin marcar ningún gol. Su último partido como internacional fue en noviembre de 1993 contra Suecia.

## Muerte
El 20 de julio de 2018, Westerthaler murió a los 53 años, debido a un ataque al corazón.

## Clubes

### Jugador
| Club                | País     | Año       | Partidos | Goles |
| FC Wacker Innsbruck | Austria  | 1983–1986 | 30       | 7     |
| LASK Linz           | Austria  | 1986–1988 | 53       | 18    |
| FC Swarovski Tirol  | Austria  | 1988–1994 | 167      | 66    |
| SK Vorwärts Steyr   | Austria  | 1994–1995 | 49       | 14    |
| LASK Linz           | Austria  | 1996–1997 | 47       | 13    |
| APOEL Nicosia       | Chipre   | 1997      | 0        | 0     |
| Eintracht Frankfurt | Alemania | 1998–1999 | 47       | 8     |
| FSV Frankfurt       | Alemania | 2000      | 33       | 26    |
| VfL Osnabrück       | Alemania | 2001      | 7        | 0     |

### Entrenador
| Club                        | País      | Año       |
| --------------------------- | --------- | --------- |
| FC Wacker Tirol (ayudante)  | Austria   | 2002-2004 |
| Innsbrucker AC              | Austria   | 2005-2007 |
| SV Völs                     | Austria   | 2008      |
| SV Horn (diferentes cargos) | 2011-2017 |           |

## Palmarés
FC Swarovski Tirol
- Bundesliga: 1989, 1990
- Copa de Austria: 1989, 1993
- Pichichi de la Bundesliga: 1992 [3]